# Ken (boneco)
Kenneth Sean Carson também conhecido como Ken é um boneco fabricado pela empresa Mattel, e introduzido em 11 de março do ano 1961 como o namorado da boneca Barbie. Semelhante a sua "contraparte feminina", Ken também possui uma vasta linha de roupas e acessórios. O personagem não só apenas faz parte da linha de brinquedos, como também é visto aparecendo em quase todas as mídias da Barbie geralmente como coadjuvante de sua namorada. No Brasil, o boneco foi originalmente vendido pela Estrela em 1984 sob o nome de Bob, a princípio para evitar problemas com a pronúncia do nome Ken em português, porém ele passou a ser chamado de Ken alguns anos depois.
Ele também fez uma aparição no filme Toy Story 3 e é um dos protagonistas do desenho animado Barbie: Life in the Dreamhouse.
Em 2023, o ator Ryan Gosling foi escalado para viver o boneco em uma adaptação live-action no filme Barbie, junto com Margot Robbie.

## Controvérsia
Em 1993, a Mattel lançou um boneco do Ken intitulado "Earring Magic Ken". Esse boneco causou bastante controvérsia por sua semelhança de visual que segue a cultura gay. Através de várias críticas, a Mattel descontinuou o boneco por alguns anos, embora suas vendas tenham sido bem favoráveis.